# Сизов, Вячеслав Викторович
Вячеслав Викторович Сизов (3 августа 1966, Первомайское, Томская область — 10 июля 2011, Москва) — высокопоставленный служащий Генеральной прокуратуры России, генерал-лейтенант юстиции, прокурор.
Родился в селе Первомайское Первомайского района Томской области. Был начальником управления по надзору за исполнением законов о федеральной безопасности, межнациональных отношениях и противодействии экстремизму Генеральной прокуратуры России в 2006—2011 гг. Ранее — прокурор Амурской области (2004—2006), заместитель прокурора Томской области (2002—2004), прокурор Томска (1998—2002). По невыясненной причине, в 2011 году застрелился на рабочем месте.

## Биография
- 1988 год — выпускник юридического факультета Томского государственного университета, в том же году начал работать в прокуратуре Советского района Томска[4] сначала стажером, после на должности следователя прокуратуры Кривошеинского района[4][5]. Состоял на руководящих должностях: прокурора Кривошеинского района Томской области[4][5], прокурора Кировского района г. Томска[5], начальника отдела по надзору за исполнением законов и законностью правовых актов прокуратуры Томской области[5].
- С декабря 1998 года — прокурор города Томск[4][5].
- 2000 год — в резерве выдвижения кадров Генеральной прокуратуры России[4].
- 2002 год — заместитель прокурора Томской области[4][5].
- 19 июля 2004 года приказом генерального прокурора России В. Устинова, Сизов был назначен прокурором Амурской области[6][7].
- 28 августа 2006 года — возглавил управление по надзору над исполнением законов о федеральной безопасности, межнациональных отношениях и противодействии экстремизму Генпрокуратуры России[8][4].
- 2007 год — Государственный советник юстиции 2 класса[4][5].
- 2009 год — Заслуженный юрист Российской Федерации[4][5]. Также Сизов награжден нагрудными знаками «Почётный работник прокуратуры Российской Федерации»[5], «За безупречную службу», знаком отличия «За верность закону» 1 степени[5] и медалью «Ветеран прокуратуры»[5].
- 5 июля 2011 года — пытался застрелиться из наградного пистолета в своем кабинете в здании Генеральной прокуратуры на Большой Дмитровке в Москве[4].
- 10 июля 2011 года — скончался в институте Склифосовского.

У Вячеслава Сизова осталась жена, дети, внуки, есть сестра Лариса Сизова.

## Известность
По утверждению газеты «Коммерсант», «широкую известность Сизов получил благодаря инициативе законодательно обязать провайдеров ограничивать доступ к интернет-сайтам, признанным экстремистскими», противники его называли «главным в Генпрокуратуре по экстремизму»:

По словам экс-лидера Движения против нелегальной иммиграции Александра Белова, именно Вячеслав Сизов был инициатором законодательного запрета ДПНИ, а также Славянского союза (обе организации запрещены решениями Мосгорсуда в 2010 и 2011 годах). «Непосредственно с господином Сизовым мы никогда не сталкивались, но это — наш враг,— заявил „Ъ“ член исполкома незарегистрированной партии „Другая Россия“ Александр Аверин.— Он автор практически всех инструкций по противодействию радикальной оппозиции». А Дмитрий Дёмушкин — один из руководителей движения «Русские», которое образовалось после запрета ДПНИ и Славянского союза — добавил, что именно Вячеслав Сизов инициировал ещё и уголовное дело по ч. 1 ст. 282 УК РФ лично против него. «Там утверждается, что я продолжал свою деятельность в сообществе, признанном судом экстремистским»,— пояснил он.— Надзор за ФСБ закончился самострелом // «Коммерсантъ» № 121, 06.07.2011. — С. 5.
В 2011 году прокурор Сизов напомнил о себе самоубийством. Опытный следователь Тельман Гдлян утверждал, что трагедия прокурора Сизова настолько резонансна, что должна была стать концом карьеры давно скомпрометировавшего себя генпрокурора Юрия Чайки, но в тот момент этого не произошло. Писатель Эдуард Лимонов был крайне недоволен антитеррористической деятельностью Сизова, он злорадно описывал самоубийство «главного гонителя нацболов», упрекая прокурора в запрете «НБП» и «Другой России». В связи с тем, что Сизов стрелял себе в голову, «однако пуля, не задев мозг, прошла навылет через ухо», распространялась шутка про отсутствие мозгов у прокуроров ведомства Чайки, ранее «Интерфакс» сообщал, что «Сизов является человеком Генпрокурора Юрия Чайки».

## Смерть
5 июля 2011 года генерал-лейтенант юстиции Вячеслав Сизов выстрелил себе в рот на рабочем месте в обеденный перерыв. По одним данным, Сизов стрелялся из наградного оружия, врученного ФСБ, которое хранил в кабинете; по другим, из табельного пистолета Макарова.
10 июля 2011 года Сизов скончался в институте Склифосовского. Он был похоронен на Троекуровском кладбище в Москве с воинскими почестями — под троекратный залп салюта. Проститься с ним пришли сотни людей, в том числе генпрокурор Юрий Чайка и Виктор Гринь. По невыясненным причинам ФСБ вело скрытую съёмку, видеозапись была негласно предоставлена журналистам.

### Версии гибели
В результате смерти начальника управления Генпрокуратуры по надзору за ФСБ Вячеслава Сизова, СКР было возбуждено уголовное дело. По сообщению «Российской газеты», высокопоставленные сотрудники Генпрокуратуры немедленно известили общественность о своей полной непричастности к суициду Сизова, одновременно, прокурорами делались попытки отмены постановления о возбуждении этого уголовного дела.
Позже прокуроры Чайка и его заместитель Гринь пробовали обвинить семью Сизова в самоубийстве их сотрудника, но вдова Сизова опровергла заявление Генпрокуратуры, сообщив, что проблем в семье не было, «Новая газета» также отмечала подозрительную поспешность попытки прокуратуры взвалить на семью Сизова ответственность за его смерть. «Положа руку на сердце, все у нас было прекрасно. Никаких проблем на работе я тоже не замечала», — уверяла жена прокурора, вспоминая о последнем телефонном разговоре с мужем — «У него голос ясный и трезвый. Он мне только сказал: „Валюша, мне сейчас очень плохо. Все, пока“. «Прокурор по личным причинам никогда не стал бы в себя стрелять, находясь в служебном кабинете» - поддержали Валентину Сизову сослуживцы прокурора по Амурской области.

«Ни на службе, ни дома никаких проблем у Сизова не возникало. Через день он должен был ехать в командировку, затем собирался в отпуск с родными. В семье ждали пополнения: только-только дочь ушла в декретный отпуск. Сын благополучно перешел на следующий курс юракадемии. Рос внук, — пишет Хинштейн. — По натуре Сизов был человеком очень спокойным, отчасти даже флегматичным. Мне доводилось сталкиваться с ним многократно и могу засвидетельствовать: в нем никогда не было нервозности или суеты».— Депутат Госдумы Александр Хинштейн, «Газета.Ру» от 11.07.2011

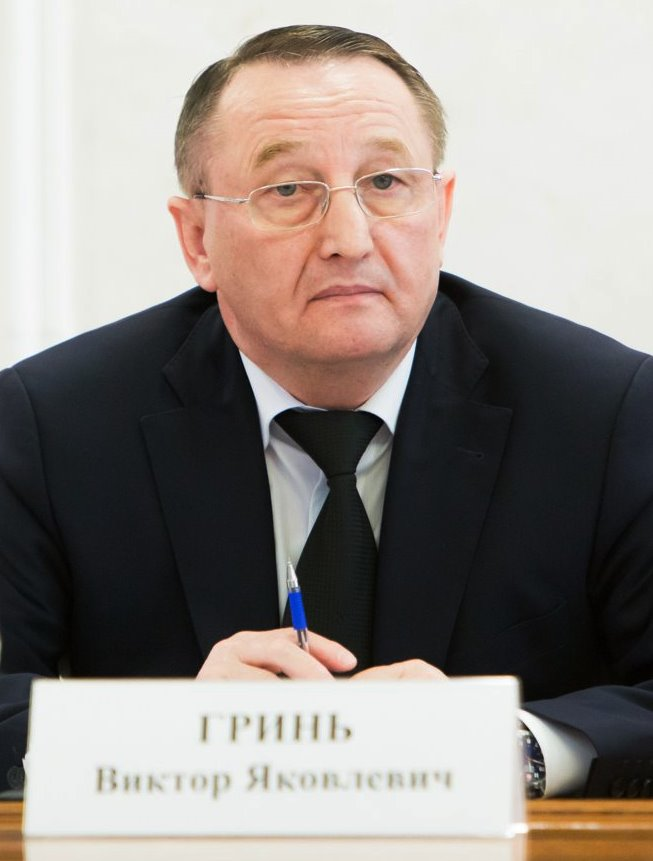
Виктор Гринь

Некоторые СМИ категорически отрицали след подпольных подмосковных казино, однако, по мнению большинства независимых источников, причиной самоубийства прокурора Сизова стал конфликт со своим руководителем, прокурором Виктором Гринем, именно из-за так называемого игорного дела. «Думаю, Сизов опосредованно был связан с «игорным делом», он ведь курировал деятельность ФСБ» - логически рассуждал бывший прокурор Скуратов. Вероятно, ярость руководства вызвал «недогляд» Сизова за ФСБ — он игнорировал тот факт, что, как пишет «Новая газета», «замдиректора ФСБ Вячеслав Ушаков смог получить санкцию суда на телефонные прослушки сына Юрия Чайки — Артема Чайки и „правой руки“ генпрокурора — начальника Главного организационно-инспекторского управления (ГОИУ) Генпрокуратуры Юрия Синдеева», кроме этого Сизова упрекали в приятельских отношениях с поднадзорными разведчиками. По мнению некоторых работников прокуратуры, Сизов очень переживал, что не смог упредить руководство о работе ФСБ по подпольным казино, в результате за решеткой оказались близкие друзья многих сотрудников Генеральной прокуратуры, кроме того, следствие попыталось нанести удар по сыну главы ведомства Юрия Чайки Артему. «Вячеслав взвалил на себя слишком много вины за происходящее и просто не смог дальше нести этот груз» — полали бывшие подчиненные Сизова. По сообщению газеты «Амурская правда», из-за давления руководства на Сизова, его дело хотели расследовать по статье о доведении до самоубийства.
В 2011 году «Новая газета» разместила материал, основная мысль которого сводилась к тому, что, возможно, конфликт приведший к гибели прокурора Сизова начался годом ранее из-за нежелания начальника организационного управления Генпрокуратуры Юрия Синдеева договариваться о межведомственном взаимодействии с генералом ФСБ Олегом Феоктистовым, вероятно, Сизов игнорировал авторитетное мнение Синдеева относительно контактов с Лубянкой.
Ранее Александр Хинштейн, на страницах «Московского комсомольца», высказал иное мнение — «самоубийство» могло быть несчастным случаем, результатом «сильного подпития» Сизова и его неосторожного обращения с пистолетом, в том же интервью жена Сизова назвала журналистов «желтой прессой», впрочем, ни к одной из версий не склонилась. Хинштейн, традиционно поддерживающий прокуратуру, резюмировал, указав роль прокурора Сизова в конфликте ведомств Чайки и Бастрыкина по так называемому «игорному делу прокуроров»:

СКР хочет убить сразу нескольких зайцев. И с Гринем, и с его подчиненными у следствия свои счеты: именно эти люди мешают им спокойно жить. Дискредитировать их — выгодно во всех смыслах. При этом сам Сизов мало кого интересует. СКР жаждет не установить истину, объективно разобравшись в причинах гибели, а использовать удобный повод для очередного скандала.— «Дважды убитый. СКР пытается использовать гибель Вячеслава Сизова в борьбе против Генпрокуратуры», Александр Хинштейн, «Московский комсомолец» №25689 от 11 июля 2011
Владимир Овчинский, отметив схожую с самоубийством Сизова смерть прокурора Нисифорова, считал, что из-за специфики надзорной работы за ФСБ прокурор «Сизов оказался в „ножницах“, в своей внутренней психологической ловушке». Некоторые источники сообщали о возможном шантаже Виктора Сизова в день самоубийства, однако, бывшие коллеги из Амурской области считали, что вряд ли у Сизова могли сдать нервы, даже если его чем-то шантажировали. «Шантажировать Сизова не было повода», — вторил им экс-генпрокурор Юрий Скуратов, склоняясь к «рабочей» версии суицида, как острой невротической реакции высокопоставленного чиновника перед перспективой отставки:

Чтобы довести такого человека до крайности, нужна была очень сильная встряска. Но, видите ли, многие прокурорские работники настолько закрылись в своей «кожуре», что абсолютно не представляют себе жизни вне прокуратуры. А перед ним, видимо, реально замаячила такого рода перспектива…— Скуратов, «Почему застрелился прокурор Сизов?», «Собеседник» от 13 июля 2011»
В 2018 году глава администрации Серпуховского района Шестун из СИЗО, в которое он попал по другому делу, направлял многочисленные письма в СМИ. Среди прочего, Шестун рассказывал, что жизни свидетелей обвинения по «игорному делу», а также прокуроров Сизова и Нисифорова — на совести предавших их высокопоставленных эфэсбэшников, прекративших расследование дела коррумпированных подмосковных прокуроров после достигнутых личных договоренностей с Виктором Гринем по поводу, на тот момент, более приоритетного дела Бориса Колесникова: последний пытался возбудить уголовное дело против сотрудников ФСБ. Ранее, «Радио Свобода» отмечало, что Александр Шестун, «безусловно, является заинтересованным лицом» и к его словам следует относиться с особой осторожностью, в том числе к утверждениям, что «жена Сизова не верит в версию о самоубийстве» мужа и домыслам из разряда тюремной психиатрии: «Это не метафора, я-то хорошо знаю многие ликвидации 6-й службы УСБ ФСБ, уже писал здесь о загадочных гибелях генералов Нисифирова, Сизова, Колесникова, не говоря о сотнях, погибших в полной тишине» и подобным. Однако, относительно негативных последствиях компромисса высокопоставленных прокуроров и разведчиков по делу о подмосковных казино также высказывался и другой свидетель обвинения, бывший эксперт президентского Совета по правам человека, основатель проекта Gulagu.net Владимир Осечкин, который был активным участником событий тех лет. Одновременно, Осечкин был приятелем Шестуна, в дальнейшем осужден за мошенничество.

## Имущество
Валентина Сизова, вдова Вячеслава Сизова, в интервью «МК», говорила, что «За 5 лет в Москве ничего не нажили: живем в служебной квартире, дачи нет», однако, по сообщению газеты «Известия», «семье принадлежало три квартиры (одна из них служебная), два гаража и две иномарки — Nissan X-Trail и Nissan Qashqai», иные источники вспоминали, что «Сизов жил в служебной квартире и только по выходным выезжал на дачу, которая, вроде бы, тоже была не его, а принадлежала родственникам».